# 人骨拼图 (小说)
《人骨拼圖》（英語：The Bone Collector）是傑佛瑞·迪佛著的神探萊姆系列的第一本小說，於1997年出版，1998年則改編成同名電影，由金像獎影星丹佐·華盛頓及安潔莉娜·裘莉主演。
2020年，改編為電視影集《林肯萊姆：追捕骨頭收藏家》，主要演員有羅素·霍斯比、阿莉爾·凱貝爾、米高·伊派里奧里。

## 故事簡介
因意外而全身不遂的前刑事鑑定主任萊姆正計劃自殺，但被突然其來的兇殺案打斷計劃。兇手在聯合國會議前夕以兇殘手法犯案，並故意留下證據，紐約市政府決定邀請萊姆擔任顧問協助調查，萊姆原先並不願意，不過後來被巡警薩克斯打動。萊姆及薩克斯多次救出人質，並查出兇手的安全屋，於是兇手直接向兩人發動攻擊，並發現兇手原來是萊姆的主診醫生，因為多年前萊姆多次前查證的一次疏忽，令兇手的妻兒被殺，兇手於是決志向萊姆報仇。